# Hesekiel Wahlrot
Karl Robert Hesekiel Wahlrot, född 10 april 1883 i Uppsala, död 2 juni 1929 i Funbo församling, Uppsala län, var en svensk folkskollärare, kompositör, organist och spelman.
Han examinerades 1904 från Uppsala folkskoleseminarium. Han arbetade först i Giresta och Gryta. 1907 blev han folkskollärare och organist i Funbo socken och stannade där till sin död. Han intresserade sig också för skytte och var ordförande i Funbo skytteförening samt sekreterare i Uppsala norra landstormsförening. Han var gift och hade tre barn.